# Convento de San Bernardino (Madrid)
El convento de San Bernardino fue un cenobio desaparecido en Madrid.

## Historia
El origen del convento se encuentra en un intento frustrado realizado para fundar en la corte un convento de alcantarinos, por parte de sus religiosos, en 1566.
Cuatro años después volvieron a intentarlo, siendo en esta ocasión fray Antonio de Segura y un definidor de la orden, sobrino de San Pedro de Alcántara. Gracias a las limosnas dadas por una religiosa del convento de las Descalzas Reales, doña Leonor de Toledo, pudieron construir una pequeña iglesia extramuros de Madrid, al noroeste de la villa. Según Álvarez de Baena, construyeron los religiosos sus celdas alrededor de la iglesia con maderas, durmiendo en esteras. El convento fue creciendo en fama y acrecentando sus devotos, fue tomado su patronazgo en 1572 por Francisco de Garnica, contador mayor de Felipe II, y su esposa, Teresa Ramírez de Haro.
Como fruto de este nuevo patronazgo en ese años se levantó una nueva iglesia, en cuya capilla mayor se enterrarían el matrimonio fundador. Así mismo en la iglesia se encontraba enterrado Martín de Córdoba, comisario general de la Cruzada.
Entre 1572 y 1576 estuvo en el convento fray Juan de los Ángeles (-1609).Su situación, a un cuarto de legua de la villa de Madrid, hizo que no fuese representado en el Plano de Teixeira.
En 1614 se realizó entre el convento y la puerta de San Joaquín una Vía Sacra (hoy denominada viacrucis) con cruces de piedra.
Durante la Guerra de la Independencia el convento se arruinaría, siendo restaurado a la vuelta de Fernando VII. Desaparecería definitivamente en 1834 tras la exclaustración general, en ese momento el edificio era propiedad del V duque de Granada de Ega, Francisco Javier de Idiáquez y Carvajal, como poseedor del mayorazgo fundado por Garnica. El edificio sería destinado a asilo por el alcalde de Madrid, Joaquín Vizcaíno, marqués viudo de Pontejos en ese mismo año. 
El asilo fue conocido como Asilo de Bernardino.

## Descripción
Antonio Ponz en su Viage de España describe la iglesia como pequeña y muy sencilla. Describe la existencia de diversas obras de arte:
- Una pintura de la Asunción del estilo de Cabezalero en la pared del crucero.
- Unas pinturas al estilo de Carducho.
- Una escultura de San Pascual Bailón por Robert Michel.

En su iglesia se disponían también las estatuas funerarias del fundador Francisco de Garnica y su mujer. En una capilla de su sacristía se disponía la sepultura de Martín de Córdoba, conteniendo además importantes reliquias.
En general la arquitectura del convento era extremadamente sencilla, contando con un patio de planta cuadrangular. El fundador se reservó dentro del edificio un cuarto para retirarse a hacer penitencia.
El convento contaba con una amplia huerta en sus lados sur y este.

### Individuales
1. ↑  Maura Gamazo, Gabriel (1 de junio de 2018). Carlos II y su Corte: Ensayo de reconstrucción biográfica: volumen I (1661–1669) y volumen II (1669–1679). Boletín Oficial del Estado. p. 234. ISBN 978-84-340-2474-8. Consultado el 19 de marzo de 2024.
2. ↑  Jauralde, Pablo (10 de octubre de 2019). Diccionario de Filología del siglo XVI. Castalia. ISBN 978-84-9740-461-7. Consultado el 20 de marzo de 2024.
3. ↑  León Pinelo, Antonio de (1931). «Año 1614».  En Ricardo Martorell Téllez-Girón, ed. Anales de Madrid de León Pinelo. Madrid: Estanislao Maestre. pp. 107-108. Consultado el 26 de marzo de 2024.
4. ↑  Ponz, Antonio (1776). «Quarta división. Entre la calle Mayor, y la ancha de S. Bernardo, volviendo á la misma calle Mayor por la Plazuela de S. Martin. 30.».  En Joaquín Ibarra, ed. Viage de España, ó, Cartas en que se dá noticia de las cosas mas apreciables y dignas de saberse que hay en ella V. Madrid. pp. 192-193. Consultado el 10 de julio de 2021.
5. ↑  León Pinelo, Antonio de (1931). «Año 1620».  En Ricardo Martorell Téllez-Girón, ed. Anales de Madrid de León Pinelo. Madrid: Estanislao Maestre. pp. 139-140. Consultado el 26 de marzo de 2024.